# Zumbi

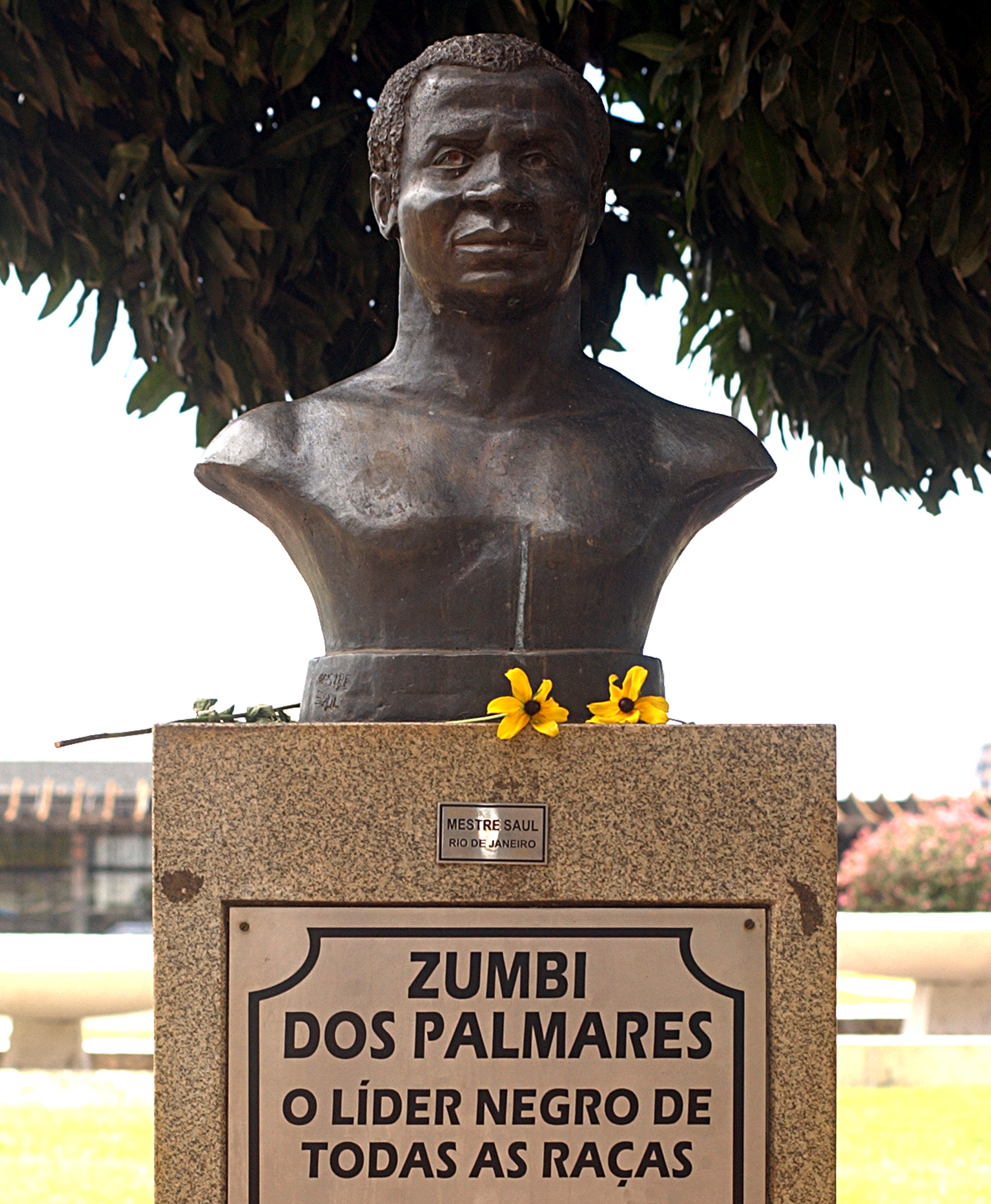
Büste von Zumbi in Brasília. Aufschrift: „Zumbi von Palmares, der schwarze Anführer aller Rassen“

Zumbi (Aussprache: [zũˈbi]; * 1655 in Palmares (heute União dos Palmares, Alagoas); † 20. November 1695 an der Serra Dois Irmãos (heute Viçosa, Alagoas)), auch bekannt als Zumbi von Palmares (Zumbi dos Palmares, Aussprache: [zũˈbi dus pɐwˈmaɾis]), war der letzte Anführer des autonomen Gemeinwesens Palmares von entflohenen und frei geborenen Sklaven im heutigen brasilianischen Staat Alagoas.

## Palmares
Palmares war ein Quilombo, d. h. Gemeinwesen geflohener afrikanischer Sklaven, im Nordosten Brasiliens (damaliges Kapitanat Pernambuco, heute Bundesstaat Alagoas). Die Bewohner leisteten ab der Gründung um 1630 erfolgreichen Widerstand gegen die portugiesischen Kolonialregierungen und niederländischen Kolonisatoren. Geflohene Sklaven gingen oft zu ihren alten Plantagen zurück, um ihren ehemaligen Mitgefangenen zur Flucht zu verhelfen. So wuchs die Siedlung auf ungefähr 30.000 Menschen heran. Darunter waren auch brasilianische Ureinwohner, Araber und von der Kolonialregierung unterdrückte Europäer. Zwischen 1654 und 1678 konnten über zwanzig Angriffe der Sklavenhalternationen abgewehrt werden.

## Kindheit und Jugend

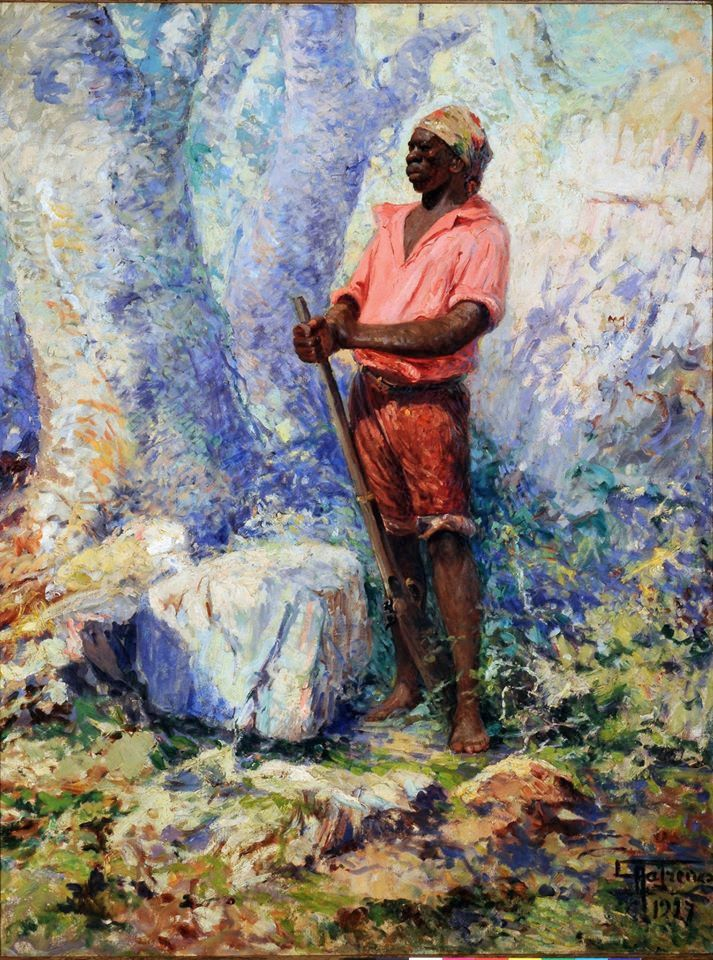
Porträt Zumbis von Antônio Parreiras (1927)

Zumbi wurde 1655 in Freiheit in Palmares geboren. Er war der Überlieferung nach ein Neffe von Ganga Zumba (ca. 1630–1678), dem Anführer von Palmares, und Enkel der angolanischen Prinzessin Aqualtune, die Palmares gegründet hatte. Im Alter von etwa sechs Jahren von den Portugiesen gefangen und dem Missionar Antonio Melo übergeben. Als Francisco getauft, wurde er in die Sakramente eingeweiht und lernte Portugiesisch und Latein. Mit 15 flüchtete er zurück an seinen Geburtsort. Seine Kampfkraft und Gewandtheit sowie militärisches Geschick machten ihn zu einem respektierten Strategen in seinen frühen Zwanzigern.

## Anführer von Palmares
Im Jahre 1678 suchte der portugiesische Gouverneur der Provinz Pernambuco, Pedro Almeida das Gespräch mit dem Anführer Ganga Zumba. Sein Angebot war, den Bewohnern von Palmares die Freiheit zu schenken, wenn sich die Siedlung portugiesischer Gewalt ergeben würde. Ganga Zumba neigte dazu, zu akzeptieren, aber Zumbi traute den Portugiesen nicht. Außerdem weigerte er sich, die Freiheit anzunehmen, während andere versklavt blieben. Um den Widerstand gegen die portugiesische Unterdrückung fortzusetzen, lehnte er das Angebot Almeidas ab, stellte damit Ganga Zumbas Führerschaft in Frage und wurde der neue Anführer von Palmares.
Fünfzehn Jahre nachdem Zumbi den Thron von Palmares bestieg und seine Krieger bis vor die Tore von Recife führte, starteten die Portugiesen einen Kanonenangriff von drei Seiten, dem die Kämpfer von Palmares nicht gewachsen waren. Nach 67 Jahren erfolglosen Krieges gegen Palmares zerstörten die Portugiesen am 6. Februar 1694 mit Cerca do Macaco dessen zentrale Siedlung. Zumbi wurde verletzt.

## Tod
Zwar konnte er entkommen und den Widerstand noch fast zwei Jahre lang fortsetzen, doch wurde letztendlich sein Versteck von einem gefangenen Mitstreiter verraten. Zumbi wurde am 20. November 1695 geköpft. Sein Kopf wurde in Recife öffentlich ausgestellt, um die afrikanischen Sklaven von seinem Tod zu überzeugen, die Zumbi mittlerweile für unsterblich hielten wie einen Halbgott. Dennoch wurde der Kampf noch hundert Jahre nach seinem Tod weitergeführt.

## Heutige Bedeutung

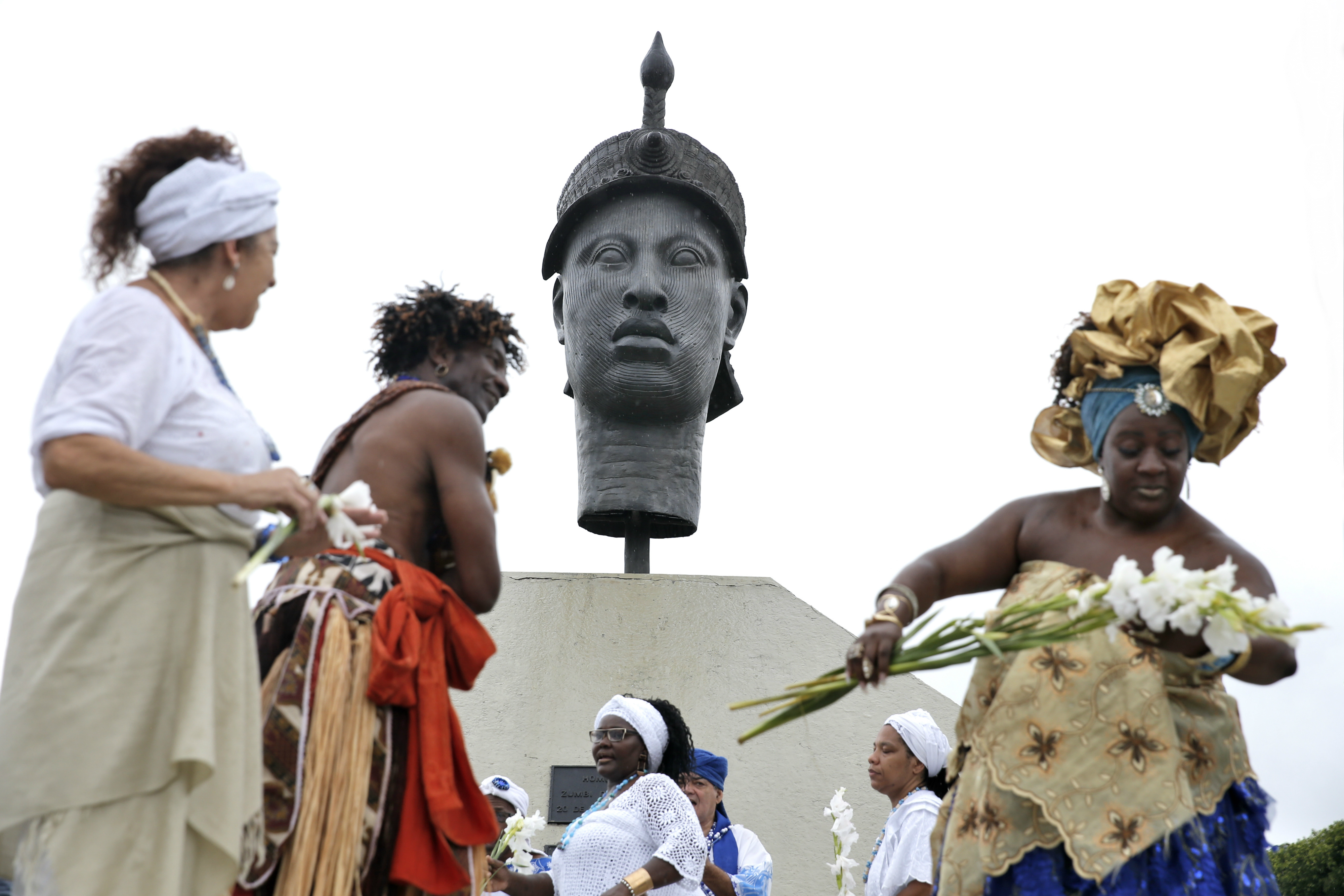
Gedenkveranstaltung zum Tag des Schwarzen Selbstbewusstseins am Zumbi-Denkmal in Rio de Janeiro

In Brasilien ist Zumbis Todestag am 20. November als Nationaler Tag des Zumbi- und Selbstbewusstseins der Schwarzen (Dia Nacional de Zumbi e da Consciência Negra) ein Nationalfeiertag. Zumbi wurde zum Held der afro-brasilianischen Menschenrechtsbewegung des zwanzigsten Jahrhunderts sowie zum Nationalhelden.

## Erinnerungen
Denkmäler

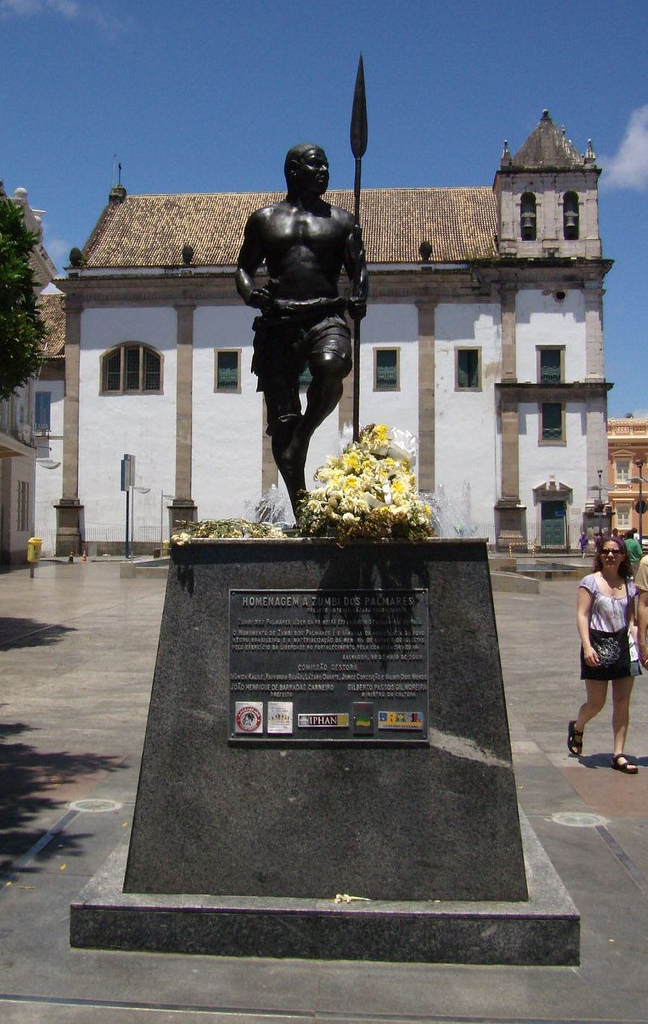
Zumbi-Statue in Salvador

- Das erste Denkmal für Zumbi, mit der Replik einer Bronzekopfskulptur aus Ife im heutigen Nigeria, wurde nach dem Ende der Militärdiktatur 1986 an der zentralen Avenida Presidente Vargas in Rio de Janeiro eingeweiht.[3]
- Eintrag im stählernen Buch der Nationalhelden im Panteão da Pátria e da Liberdade Tancredo Neves (1997)[4]
- Lebensgroße Statue in Duque de Caxias bei Rio de Janeiro (2002)[4]
- Lebensgroße Statue in Salvador (Bahia) (2008)[4]
- Büste in Petrópolis im Staat Rio de Janeiro (2009)[4]

Benennungen
- Die 1988 gegründete Fundação Palmares („Palmares-Stiftung“) ist eine wichtige Kulturinstitution.
- Der Flughafen von Maceió im Bundesstaat Alagoas trägt seit 1999 den Namen „Zumbi dos Palmares“.
- Die 2004 gegründete Faculdade Zumbi dos Palmares (Unipalmares) in São Paulo ist eine private Hochschule, die sich besonders der Bildung von Afrobrasilianern widmet.[5]
- In der Bundeshauptstadt Brasília, in Araras (São Paulo) und Curitiba (Paraná) sind Plätze nach Zumbi benannt.[4]

Musik
- Name der 1991 gegründeten Mangue-Beat-Band Chico Science & Nação Zumbi (nach dem Tod des Frontmanns Chico Science 1997 nur noch Nação Zumbi)

- Zumbi ist Gegenstand eines gleichnamigen Songs des MPB-Sängers Jorge Ben Jor (1974)
- Erwähnt in dem Lied Ratamahatta der Metal-Band Sepultura (1996)
- Erwähnt in etlichen Songtexten der Metal-Band Soulfly, insbesondere im Song Zumbi (2002)
- Gilberto Gil veröffentlichte 2002 eine CD namens Z – 300 Anos de Zumbi.

Film
- Quilombo, 1984, Spielfilm von Carlos Diegues über die Geschichte von Palmares mit Antônio Pompêo in der Hauptrolle als Zumbi

Capoeira
- Zumbi genießt große Verehrung in Capoeira-Kreisen.[6]